# Zompros Stabschrecke

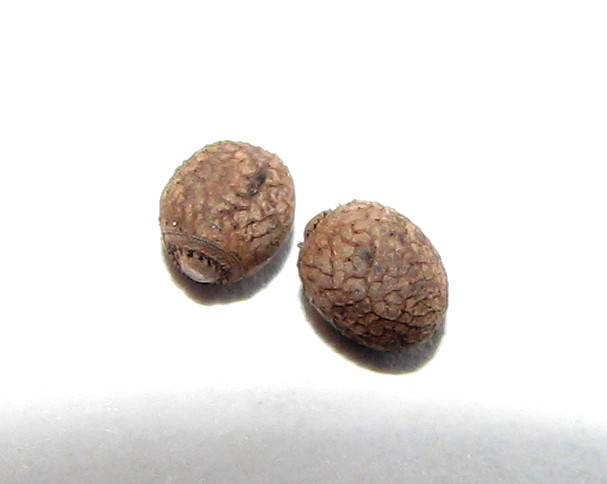
Eier von Zompros Stabschrecke

Zompros Stabschrecke (Parapachymorpha zomproi) ist ein nach dem Entomologen Oliver Zompro benanntes Insekt aus der Ordnung der Gespenstschrecken (Phasmatodea), welches im Oktober 1998 entdeckt wurde.

## Merkmale
Die in beiden Geschlechtern ungeflügelten Tiere erreichen im weiblichen Geschlecht eine Länge zwischen 91,4 und 93,6 Millimetern. Die Männchen bleiben mit 72 bis 77 Millimetern Länge kleiner. Sie sind bis auf einige helle Flecken auf dem Hinterleib (Abdomen) rotbraun gefärbt. Die dickeren Weibchen zeigen neben verschiedenen Brauntönen auch schwarze, graue und weiße Flecken, von denen einige schwarze an den Hinterrändern von Meso- und Metathorax und auf dem ersten Abdominalsegment in einem typischen Muster angeordnet sind. An den Schenkeln der Mittelbeine befinden sich auffällige Lappen (Loben). Die Vorderbeine sind länger als die anderen Beine. Die Fühler sind halb so lang wie die Vorderschenkel, je das erste Fühlerglied ist deutlich, das zweite nur leicht abgeplattet und verbreitert.

## Vorkommen und Lebensweise
Zompros Stabschrecke stammt von den nördlichen Ausläufern des Gebirges im Khao-Yai-Nationalpark in Thailand. Dort wurde sie im Randbereich des Monsunwaldes gefunden.
Die Tiere lassen sich bei Störungen zu Boden fallen, um dann schnell davon zu laufen. Werden sie an einem Bein gepackt, so werfen sie dieses ab und flüchten (Autotomie). Nymphen können die Beine im Laufe der nächsten Häutungen ganz oder teilweise (je nach Anzahl der übrigen Häutungen) regenerieren.

## Fortpflanzung
Wie die meisten Gespenstschrecken ist auch Zompros Stabschrecke zu fakultativer Parthenogenese fähig. Fehlen Männchen, können sich die Tiere parthenogenetisch fortpflanzen. Die Weibchen beginnen 20 Tage nach der Imaginalhäutung mit der Eiablage. Nach etwa drei Monaten schlüpfen aus den Eiern die Nymphen, welche nach weiteren drei Monaten selbst adult sind.

## Terrarienhaltung
Die ersten Jungtiere schlüpften bei Ingo Fritzsche schon im Januar 1999. Seit 2001 ist die Art auch bei anderen Phasmidenhaltern in Zucht. Zompros Stabschrecke lässt sich im Terrarium problemlos mit Brombeerblättern ernähren. Temperaturen um 25 °C und eine Luftfeuchtigkeit von 80 bis 90 Prozent, welche man durch regelmäßiges Besprühen mit lauwarmem Wasser erreicht, genügen zur Zucht.
Von der Phasmid Study Group wird Zompros Stabschrecke unter der PSG-Nummer 224 geführt.